# Melvin Ayala
Melvin Ayala Rodríguez (San Juan, 21 de septiembre de 1985) es un cantante y compositor puertorriqueño de música urbana y cristiana. Es conocido también por ser hermano de Daddy Yankee.

## Trayectoria musical
Melvin Ayala hizo su debut musical en 2008 con su primera producción titulada Vivir por fe que contó con la participación de Freedom, Samuel Hernández, Carlos Manuel y Manny Montes, del cual salió el sencillo: «Mi Barrio». Participó en Reggaeton Nights, el primer concierto de música urbana cristiana que logró llenar el Coliseo de Puerto Rico que reunió a Maso, Redimi2, Gerardo, Tercer Cielo y otros.
Su segunda producción titulada The Story Before Becoming a Hero en 2009, contó con la participación de Q Killa, Jaime Barceló, Isaac & Shalom y Dr. P, del cual salió el sencillo: «Tonight» junto a Dr. P.
La tercera producción titulada La Diferencia en 2011, del cual salieron sencillos como: «Sangre» junto a Daniel Calveti y «Estilo Inexplicable».
También la cuarta producción titulada Love HD en 2014, con la participación de Samuel Hernández, Marcos y Montana, del cual salieron sencillos como: Amor de Júbilo, producido por DJ Blaster. Además lanzó un sencillo titulado Sube tu Bandera y la versión reeditada de Amor De Júbilo junto a Manny Montes y Alex Zurdo.
Luego lanzó un sencillo titulado: Dánzale, Que Bonito es, en 2015, sencillo de su álbum Flaming Fire, que contó con la participación de El Bima, hermano del fallecido rapero Mexicano 777, Mr. Q y Marcos X.
A finales de 2019, lanzó Rompe El Techo, tema que luego tuvo un remix con Jay Kalyl, Lizzy Parra, Villanova, Jaydan y Manny Montes en 2020. Los últimos sencillos de Ayala han sido «Cantares», y «Los Lobos».

## Vida privada
Tiene dos hermanos, Nomar Ayala y Ramón Ayala (Daddy Yankee), el nombre de su madre es Rosa Rodríguez y el de su padre, Ramón Ayala. 
Está casado con Naydimar Ortiz y tiene dos hijos: Asbel Yalell e Idyan Naylisse.

## Discografía
Álbumes de estudio
- 2008: Vivir por fe
- 2009: The Story Before Becoming A Hero
- 2011: La diferencia
- 2014: Love HD
- 2017: Flaming Fire
- 2022: Tu Siervo Pa